# Brachyllus steelei
Brachyllus steelei är en skalbaggsart som beskrevs av Guido Sabatinelli och Pontuale 1997. Brachyllus steelei ingår i släktet Brachyllus och familjen Melolonthidae. Inga underarter finns listade.